# Eslida
Eslida – gmina w Hiszpanii, w prowincji Castellón, w Walencji, o powierzchni 18,13 km². W 2011 roku gmina liczyła 928 mieszkańców.